# 181. Infanterie-Division (Wehrmacht)
Die 181. Infanterie-Division (181. ID) war ein Großverband des Heeres der deutschen Wehrmacht im Zweiten Weltkrieg.

## Geschichte

### Aufstellung
Die Aufstellung der 181. Infanterie-Division erfolgte ab 1. Dezember 1939 im Wehrkreis XI (Hannover) im Raum Braunschweig. Ab 12. Januar 1940 wurde sie zu einer Volldivision mit zunächst acht Infanterie-Bataillonen erweitert.
Aufstellung und Ausbildung erfolgten bis März 1940.

### Unternehmen Weserübung
Erstmals zum Einsatz kam die 181. ID ab 9. April 1940 während des Unternehmens Weserübung im Rahmen der Gruppe XXI bei der Besetzung von Norwegen. 

### Besatzungstruppe Norwegen
Dort verblieb die Division als Besatzungstruppe im Verband der Armee Norwegen im Großraum Drontheim bis zum September 1943. Die 181. ID verlegte dann – jedoch nur noch mit 2 Grenadier-Regimentern und 5 Bataillonen – von Mittelnorwegen auf den Balkan.

### Besatzungstruppe in Montenegro
Nach der Verlegung nach Montenegro, wo sie im Verband der 2. Panzer-Armee zum Küstenschutz und zur Partisanenbekämpfung eingesetzt wurde.

### Umgliederung
Umgliederungen und Zuführungen brachten die 181. ID auf den Stand einer „Division neuer Art 1944“.

### Rückzug von der Adria
Mehr als ein Jahr lang führte die Division im Rahmen der Heeresgruppen F und E wechselvolle Kämpfe mit Partisanen-Verbänden und konnte im Wesentlichen den zugewiesenen Raum sichern. Der Rückzug der Wehrmacht aus Griechenland, Albanien und Mazedonien brachte für die 181. ID im Herbst 1944 verlustreiche Kämpfe und Rückzüge, die durch das wenig erschlossene Gelände und die Witterung zusätzlich erschwert wurden. Hierbei wurde das Füsilier-Regiment 334 im Oktober/November 1944 in Montenegro  fast vollständig vernichtet und musste ab Januar 1945 wiederaufgestellt werden.
Der Panzerjäger-Abteilung der Division wurden im Oktober 1944 für eine Neuausrüstung vierzehn Jagdpanzer 38 zugeteilt.
Die 181. ID kämpfte bis Kriegsende 1945 in Bosnien und Kroatien.

### Kapitulation
Sie ergab sich im Mai 1945 an der Grenze zur Steiermark bei Celje den Tito-Partisanen und wurde in jugoslawische Kriegsgefangenschaft geführt.
| Datum                       | Armeekorps                  | Armee          | Heeresgruppe | Schauplatz   |
| --------------------------- | --------------------------- | -------------- | ------------ | ------------ |
| Dezember 1939 bis März 1940 | im Wehrkreis XI aufgestellt | --             | --           | Braunschweig |
| April bis August 1940       | Gruppe XXI                  | --             | --           | Norwegen     |
| September bis Dezember 1940 | XXXIII                      | Gruppe XXI     | --           | Drontheim    |
| Januar 1941 bis August 1943 | XXXIII                      | Norwegen       | --           | Drontheim    |
| September 1943              | Reserve                     | Norwegen       | --           | Drontheim    |
| Oktober bis November 1943   | XXI                         | 2. Panzerarmee | F            | Montenegro   |
| Dezember 1943               | V. SS                       | 2. Panzerarmee | F            | Montenegro   |
| Januar bis September 1944   | XXI                         | 2. Panzerarmee | F            | Montenegro   |
| Oktober bis Dezember 1944   | XXI                         | E              | F            | Montenegro   |
| Januar 1945                 | LXXXXI                      | E              | F            | Kroatien     |
| Februar bis März 1945       | XXI                         | E              | F            | Kroatien     |
| April 1945                  | XXI                         | --             | E            | Kroatien     |
| Mai 1945                    | LXIX                        | --             | Südost       | Steiermark   |

## Gliederung
| 1. Dezember 1939                 | 12. Januar 1940         | 1. April 1944                                    |
| -------------------------------- | ----------------------- | ------------------------------------------------ |
| Infanterie-Regiment 334          | Infanterie-Regiment 334 | Füsilier-Regiment 334 (zwei Bataillone)          |
| Infanterie-Regiment 349          | Infanterie-Regiment 349 | Grenadier-Regiment 363 (zwei Bataillone)         |
| --                               | Infanterie-Regiment 359 | Grenadier-Regiment 359 (als III. Turk-Bataillon) |
| leichte Artillerie-Abteilung 222 | Artillerie-Regiment 222 | Artillerie-Regiment 222                          |
| --                               | --                      | Divisions-Füsilier-Bataillon 181                 |
| --                               | Divisions-Einheiten 222 | Divisions-Einheiten 222                          |

Am 15. Oktober 1942 wurden alle Infanterie-Regimenter in Grenadier-Regimenter umbenannt.

## Kommandeure
- Generalleutnant Peter Bielfeld – Dezember 1939 bis Januar 1940
- Generalleutnant Kurt Woytasch – Januar 1940 bis März 1942
- Generalleutnant Friedrich Bayer – März 1942
- Generalleutnant Hermann Fischer – März 1942 bis Oktober 1944
- Generalleutnant Eugen-Heinrich Bleyer – Oktober 1944 bis Kriegsende

Angaben nach